# The Horus Heresy
Erezia lui Horus este o serie în curs de desfășurare de cărți științifico-fantastice, plasată în cadrul fictiv Warhammer 40.000 al companiei de jocuri de război în miniaturi Games Workshop . Scrisă de mai mulți autori, seria are loc în timpul Ereziei lui Horus, un război civil fictiv care acoperă galaxii, care a avut loc în 10.000. cu ani înainte de viitorul îndepărtat prezentat Warhammer 40.000. Războiul este descris ca un factor major care contribuie la mediul distopic al jocului.
Cărțile sunt publicate în mai multe medii de către Black Library, o divizie Games Workshop, primul titlu “Ascensiunea lui Horus (Horus Rising)” fiind lansat în aprilie 2006; la data de septembrie 2022  seria este formată din 61 volume publicate ; Povestea finală, Sfârșitul și Moartea (The End and the Death) va fi lansată în două volume, primul fiind programat să fie lansat în februarie 2023.
Seria sa dezvoltat într-o linie de produse distinctă și de succes pentru Black Library; titlurile au apărut adesea în listele de bestselleruri și, în general, lucrarea a primit aprobarea criticilor, în ciuda rezervelor . Este o componentă consacrată și definitivă a sub-brandului Horus Heresy de la Games Workshop și un material sursă autorizat pentru întregul Warhammer 40,000 de univers comun și dezvoltarea lui continuă.